# 拉里管理和技术学院
拉里管理和技术学院（英語：Lally School of Management & Technology）是仁斯利尔理工大学的一个学院，创建于1963年。其今日的任务是“培养熟悉技术的产业领导人，使他们可以领导综合了新产品、新产业和新系统的组织”。

## 情况
拉里学院及其所有的学科于1982年通过大学商学院国际联盟鉴定。她继承仁斯利尔理工大学180多年引领科技的传统，独创了新型跨职能的工商管理硕士课程设置和团组教学模式，培养创新型企业领袖，已受到《商业周刊》、《今日美国》等多方赞誉和认可。《产品创新管理杂志》2004年将拉里学院的技术和创新管理研究和教学评为全美商学院第一。《企业家》杂志2005年评估拉里的创业学科位于全美第六、《成功》杂志评估信息技术管理及金融工程管理专业位于前25位。《美国新闻和世界报道》2005年的最新大学排行榜，拉里学院的创业学科排名前21位。
作为仁斯利尔理工大学创新生态系统的有机组成部分——从理学院的科学发现、工学院的技术发明到市场化—拉里学院旨在促进中小企业的技术成果转化和大公司的持续突破创新。
拉里学院的赛伏利诺技术创业中心，协同仁斯利尔孵化器和仁斯利尔科技园，为学生创业提供全面支持，从公司的初期创建辅导和资源引荐及办公场所到发展成长以及国际化，学校都有相应的资源。如该中心资助每年一度的“技术谷大学生商业计划竞赛”，主持诸如“仁斯利尔企业家”年会、女企业家论坛、生物科技讲座系列等活动，通过这些途径学生可以在校园孵化器中创办他们的公司。当这些公司成长到一定阶段，可以转移到附近的仁斯利尔科技园。